# Castel Maggiore
Castel Maggiore ist eine italienische Gemeinde mit 18.496 Einwohnern (Stand 31. Dezember 2023) in der Metropolitanstadt Bologna. Sie liegt 9 km nördlich der Provinzhauptstadt Bologna.

## Geschichte
Die ersten Urkunden, die die Gemeinde erwähnen, stammen aus dem 10. Jahrhundert. Damals wurde die Gemeinde Castaniolo (kleiner Edelkastanienbaum) genannt. Die Legende berichtet, dass der Name auf einen großen Edelkastanienstamm zurückgeht, der durch den Canale Navile (einen schiffbaren Kanal) ins Gebiet der Gemeinde angeschwemmt wurde. Später erhielt Castaniolo den Beinamen Maggiore, um es von einer gleichnamigen Ortschaft in der Gemeinde Bentivoglio zu unterscheiden.
Der Ort wurde im Jahr 1818 durch den Kirchenstaat, zu dem er damals gehörte, in Castel Maggiore umbenannt.
Im Zweiten Weltkrieg war die Gemeinde aufgrund ihrer Lage an der Bahnstrecke Padua–Bologna mehrmals schweren Bomberangriffen ausgesetzt.

## Pfarreien
- San Andrea di Castel Maggiore
- San Bartolomeo di Bondanello
- Trebbo di Reno
- Sabbiuno